# Campionato italiano di dama internazionale
Il Campionato italiano di dama internazionale è il torneo che assegna annualmente il titolo di Campione Italiano Assoluto ed i titoli italiani minori della specialità. 

## Organizzazione
Il Campionato viene organizzato dalla Federazione Italiana Dama (FID) fin dal 1965, dopo che la dama internazionale ebbe acquistato un seguito più vasto anche grazie all'adesione della FID alla Federazione mondiale (FMJD) nel 1960 e alla disputa di un Campionato mondiale in Italia (Merano), nel 1964.
Analogamente alla dama italiana i giocatori sono suddivisi in gruppi e disputano campionati separati (per questo si parla propriamente di "più" Campionati Italiani). L'ammissione ai Campionati e l'inserimento dei giocatori nei rispettivi gruppi avviene ad opera della Commissione Tecnica Federale (CTF) che accoglie i migliori punteggi nella classificazione Elo-Rubele dei giocatori che abbiano disputato un minimo prestabilito di gare durante l'anno. Il sistema di classificazione Elo-Rubele, adottato dalla FID sia per la dama internazionale sia per la dama italiana, consiste nell'attribuire ad ogni giocatore in attività e regolarmente tesserato, un punteggio di merito, denominato capitale punti, derivante dalle prestazioni realizzate nelle gare ritenute valide ai fini dell'aggiornamento del capitale stesso. Il gruppo più importante è ovviamente il primo, nel quale giocano i migliori Maestri e Grandi Maestri, e che è pertanto denominato Campionato Italiano Assoluto. Il vincitore dell'Assoluto acquisisce titolo per la partecipazione al Campionato mondiale di dama internazionale, o (in base alla formula) all'appropriato torneo di qualificazione.
Per i giovani vengono organizzati dei Campionati italiani specifici in base alle categorie di età riconosciute a livello internazionale: Youth (età 20-26), Juniores (età 17-19), Cadetti (14-16), Mini-Cadetti (11-13), Speranze (8-10). Vengono disputati inoltre i Campionati italiani a Squadre della specialità. Anche per le donne vengono organizzati i Campionati Italiani Femminili.
Sul periodico Damasport, giornale ufficiale della FID, vengono pubblicati tutti i risultati delle gare, sia di dama italiana sia di dama internazionale, dai campionati provinciali ai campionati nazionali. Inoltre in ogni numero vi sono quattro pagine, dedicate ai giovanissimi, che presentano anche dei corsi di dama internazionale tenuti da grandi maestri.

## Albo d'oro della categoria Assoluto
- 2025 Alessio Scaggiante (TV)
- 2024 Alessio Scaggiante (TV)
- 2023 Alessio Scaggiante (TV)
- 2022 Alessio Scaggiante (TV)
- 2021 Roberto Tovagliaro (SV)
- 2020 Alessio Scaggiante (TV)
- 2019 Walter Moscato (RM)
- 2018 Daniele Bertè (SV)
- 2017 Domenico Fabbricatore (RC)
- 2016 Michele Borghetti (FG) e Alessio Scaggiante (TV) ex aequo
- 2015 Daniele Macali (LT)
- 2014 Roberto Tovagliaro (SV)
- 2013 Michele Borghetti (FG)
- 2012 Daniele Macali (LT)
- 2011 Walter Raimondi (LT)
- 2010 Walter Raimondi (LT)
- 2009 Luca Lorusso (TS)
- 2008 Daniele Macali (LT) e Walter Raimondi (LT) ex aequo
- 2007 Walter Raimondi (NO)
- 2006 non assegnato
- 2005 Michele Borghetti (LI)
- 2004 Michele Borghetti (LI)
- 2003 Raoul Bubbi (TS)
- 2002 Walter Raimondi (NO)
- 2001 Walter Raimondi (NO)
- 2000 Loris Milanese (TO)
- 1999 Raoul Bubbi (TS)
- 1998 Raoul Bubbi (TS)
- 1997 Walter Raimondi (TO)
- 1996 Daniele Bertè (SV)
- 1995 Walter Raimondi (TO)
- 1994 Walter Raimondi (TO)
- 1993 Raoul Bubbi (TS)
- 1992 Raoul Bubbi (TS)
- 1991 Michele Borghetti (LI)
- 1990 Raoul Bubbi (TS)
- 1989 Moreno Manzana (TN)
- 1988 Sergio Specogna (TS)
- 1987 Sergio Specogna (TS)
- 1986 Sergio Specogna (TS)
- 1985 Maurizio Villa (SP)
- 1984 Daniele Bertè (SV)
- 1983 Daniele Bertè (SV) e Nevio Zorn (TS) ex aequo
- 1982 Maurizio Villa (SP)
- 1981 Francesco Laporta (TS)
- 1980 Elio Bruch (TS)
- 1979 Nevio Zorn (TS)
- 1978 Daniele Bertè (SV)
- 1977 Walter Zorn (TS)
- 1976 Nevio Zorn (TS)
- 1975 Nevio Zorn (TS)
- 1974 Elio Bruch (TS)
- 1973 Francesco Laporta (TS)
- 1972 Francesco Laporta (TS)
- 1971 Edmondo Fanelli (SP)
- 1970 Francesco Laporta (TS)
- 1969 Marino Saletnik (TS)
- 1968 Marino Saletnik (TS)
- 1967 Francesco Laporta (TS)
- 1966 Marino Saletnik (TS)
- 1965 Francesco Laporta (TS)

## Pluri Campioni
- W. Raimondi - 9 (di cui 1 ex aequo) - (LT) - 1994-1995-1997-2001-2002-2007-2008-2010-2011
- R. Bubbi - 6 - (TS) - 1990-1992-1993-1998-1999-2003
- F. Laporta - 6 - (TS) - 1965-1967-1970-1972-1973-1981
- A. Scaggiante - 6 (di cui 1 ex aequo) - (TV) - 2016-2020-2022-2023-2024-2025
- D. Bertè - 5 (di cui 1 ex aequo) - (SV) - 1978-1983-1984-1996-2018
- M. Borghetti - 5 (di cui 1 ex aequo) - (FG) - 1991-2004-2005-2013-2016
- N. Zorn - 4 (di cui 1 ex aequo) - (TS) - 1975-1976-1979-1983
- D. Macali - 3 (di cui 1 ex aequo) - (LT) - 2008-2012-2015
- M. Saletnik - 3 - (TS) - 1966-1968-1969
- S. Specogna - 3 - (TS) - 1986-1987-1988
- E. Bruch - 2 - (TS) - 1974-1980
- R. Tovagliaro - 2 - (SV) - 2014-2021
- M. Villa - 2 - (SP) - 1982-1985